# Fortriu
Fortriu (latin: Verturiones; oldengelsk: Wærteras) var et piktisk kongerige, der eksisterede fra 400- til 900-tallet. Kongerigets placering har traditionelt været lagt omkring Strathearn i det centrale Skotland, men det har sandsynligvis været baseret længere mod nord i Moray- og Easter Ross-området. Fortriu bruges som begreb af historikere for kongeriget, da det ikke vides, hvad navn folket selv brugte om deres område. Historikere bruger nogle gange navne synonymt med Pictland generelt.